# 有線ラジオ放送業務の運用の規正に関する法律
有線ラジオ放送業務の運用の規正に関する法律（ゆうせんラジオほうそうぎょうむのうんようのきせいにかんするほうりつ、昭和26年4月5日法律第135号）は、有線ラジオ放送の規正に関する法律である。
1951年（昭和26年）4月5日に公布された。

## 概要
当初の名称は、有線放送業務の運用の規正に関する法律であり、有線放送を第2条で次の各号のいずれかに該当するものと定義していた。
1. 一区域内において公衆によつて直接聴取されることを目的として、放送を受信しこれを有線電気通信設備によつて再送信すること。
2. 一区域内において公衆によつて直接聴取されることを目的として、音声その他の音響を有線電気通信設備によつて送信すること。

そして、有線放送事業を営もうとする者は、電波監理委員会（後に郵政大臣）に届出をしなければならないとされていた。
1972年（昭和47年）には、有線ラジオ放送業務の運用の規正に関する法律と改称し、有線ラジオ放送を第2条で次の各号のいずれかに該当するものと定義した。
1. 一区域内において公衆によつて直接受信されることを目的として、ラジオ放送（当該放送の電波に重畳して、音声その他の音響、文字、図形その他の影像又は信号を送る放送を含む。以下同じ。）を受信しこれを有線電気通信設備によつて再送信すること。
2. 一区域内において公衆によつて直接聴取されることを目的として、音声その他の音響を有線電気通信設備によつて送信すること。
3. 道路、広場、公園等公衆の通行し、又は集合する場所において公衆によつて直接受信されることを目的として、音声その他の音響を有線電気通信設備によつて送信し、又はラジオ放送を受信しこれを有線電気通信設備によつて再送信すること。

そして、有線ラジオ放送事業を営もうとする者は、郵政大臣（後に総務大臣）に届出をしなければならないとされた。
これは、ケーブルテレビの普及により、これを規正する法律として有線テレビジョン放送法が制定されたことによるもので、両法は翌1973年（昭和48年）より施行された。
促音の表記は原文ママ
廃止
2010年（平成22年）11月26日に第176回国会で成立した放送法の改正により、放送に関する法令の約60年ぶりの大幅な統廃合が図られ、本法、有線テレビジョン放送法、電気通信役務利用放送法は放送法に吸収統合され、改正放送法が完全施行された2011年（平成23年）6月30日に廃止された。